# RC5
RC5 – szybki szyfr blokowy opracowany przez Ronalda Rivesta w 1994 roku, dla RSA Security. RC5 nie jest kolejną wersją algorytmu RC4, który jest szyfrem strumieniowym szyfrującym pojedyncze bajty, a nie całe bloki. Natomiast RC6 jest ulepszoną wersją RC5. Tak więc RC5 i RC4 niewiele mają wspólnego poza nazwą i ich autorem. RC jest skrótem od Rivest Cipher lub stosowanym zamiennie Ron’s Code.
RC5 stosuje zmienną długość bloków (32, 64 lub 128 bitów), kluczy (od 0 do 2040 bitów) oraz liczbę rund (od 1 do 255).

## Algorytm
Zarówno przy szyfrowaniu, jak i odszyfrowywaniu następuje rozszerzenie losowego klucza na 2(r+1) wyrazów, które będą kolejno użyte w procesie szyfrowania i odszyfrowywania
(każdy z nich zostanie użyty tylko raz).

### Rozszerzenie klucza
Poniżej przedstawiono algorytm rozszerzenia klucza (zarówno w pseudokodzie, jak i w języku C).
Używane są następujące zmienne:
- w – Długość słowa wyrażona w bitach, wynosi przeważnie 16, 32 lub 64. Szyfrowanie odbywa się za pomocą dwuwyrazowych bloków.
- u = w/8 – Długość słowa, wyrażona w bajtach.
- b – Długość klucza, wyrażona w bajtach.
- K[] – Klucz, rozważany jako tablica bajtów (przy indeksowaniu rozpoczynającym się od 0.)
- c – Długość klucza, wyrażona w ilości słów (wynosi 1, jeżeli b = 0).
- L[] – Tymczasowa tablica robocza używana do tzw. mechanizmu „Key schedule”. Zawiera tyle elementów, z ilu słów składa się klucz.
- r – Liczba rund, które odbędą się podczas szyfrowania danych
- t = 2(r+1) – liczba podkluczy rund.
- S[] – Wyrazy podklucza rundy.
- Pw – Pierwsza stała magiczna, definiowana jako {\displaystyle Np((e-2)*2^{w}),} gdzie Np oznacza najbliższą nieparszystą liczbę względem danych wejściowych, e jest liczbą Eulera, w jest zdefiniowane powyżej.

Dla wspólnych wartości w, powiązane wartości Pw przedstawiono w zapisie szesnastkowym:
- Dla w = 16: 0xB7E1
- Dla w = 32: 0xB7E15163
- Dla w = 64: 0xB7E151628AED2A6B

- Qw – Druga stała magiczna, definiowana jako {\displaystyle Np((\phi -1)*2^{w}),} gdzie Np oznacza najbliższą nieparszystą liczbę względem danych wejściowych,

{\displaystyle \phi } oznacza Złoty podział, w zdefiniowano powyżej. Dla wspólnych wartości w, powiązane wartości Qw przedstawiono w zapisie szesnastkowym:
- Dla w = 16: 0x9E37
- Dla w = 32: 0x9E3779B9
- Dla w = 64: 0x9E3779B97F4A7C15

```
# "Rozbijanie" klucza K na słowa

# u = w / 8

c
 
=
 
ceiling
(
 
max
(
b
,
 
1
)
 
/
 
u
 
)

# L jest początkowo listą o długości c, składającą się z wyrazów o długości w

for
 
i
 
=
 
b
-
1
 
down
 
to
 
0
 
do
:

    
L
[
i
/
u
]
 
=
 
(
L
[
i
/
u
]
 
<<
 
8
)
 
+
 
K
[
i
]

# Inicjacja niezależnej od klucza, pseudolosowej tablicy S

# S jest początkowo listą o długości t=2(r+1) zawierającą niezdefiniowane słowa o długości w

S
[
0
]
 
=
 
P_w

for
 
i
 
=
 
1
 
to
 
t
-
1
 
do
:

    
S
[
i
]
 
=
 
S
[
i
-
1
]
 
+
 
Q_w

# Główna pętla mechanizmu "key scheduling"

i
 
=
 
j
 
=
 
0

A
 
=
 
B
 
=
 
0

do
 
3
 
*
 
max
(
t
,
 
c
)
 
times
:

    
A
 
=
 
S
[
i
]
 
=
 
(
S
[
i
]
 
+
 
A
 
+
 
B
)
 
<<<
 
3

    
B
 
=
 
L
[
j
]
 
=
 
(
L
[
j
]
 
+
 
A
 
+
 
B
)
 
<<<
 
(
A
 
+
 
B
)

    
i
 
=
 
(
i
 
+
 
1
)
 
%
 
t

    
j
 
=
 
(
j
 
+
 
1
)
 
%
 
c

# return S

```

W poniższym kodzie używane są następujące wartości zmiennych: w = 32, r = 12, oraz b = 16.
```
void
 
RC5_SETUP
(
unsigned
 
char
 
*
K
)

{

   
// w = 32, r = 12, b = 16

   
// c = max(1, ceil(8 * b/w))

   
// t = 2 * (r+1)

   
WORD
 
i
,
 
j
,
 
k
,
 
u
 
=
 
w
/
8
,
 
A
,
 
B
,
 
L
[
c
];

   
for
(
i
 
=
 
b
-1
,
 
L
[
c
-1
]
 
=
 
0
;
 
i
 
!=
 
-1
;
 
i
--
)

      
L
[
i
/
u
]
 
=
 
(
L
[
i
/
u
]
 
<<
 
8
)
 
+
 
K
[
i
];

   
for
(
S
[
0
]
 
=
 
P
,
 
i
 
=
 
1
;
 
i
 
<
 
t
;
 
i
++
)

      
S
[
i
]
 
=
 
S
[
i
-1
]
 
+
 
Q
;

   
for
(
A
 
=
 
B
 
=
 
i
 
=
 
j
 
=
 
k
 
=
 
0
;
 
k
 
<
 
3
 
*
 
t
;
 
k
++
,
 
i
 
=
 
(
i
+
1
)
 
%
 
t
,
 
j
 
=
 
(
j
+
1
)
 
%
 
c
)

   
{

      
A
 
=
 
S
[
i
]
 
=
 
ROTL
(
S
[
i
]
 
+
 
(
A
 
+
 
B
),
 
3
);

      
B
 
=
 
L
[
j
]
 
=
 
ROTL
(
L
[
j
]
 
+
 
(
A
 
+
 
B
),
 
(
A
 
+
 
B
));

   
}

}

```

### Szyfrowanie
Szyfrowanie składa się z kilku rund prostej funkcji. Zaleca się stosowanie 12 lub 20 rund, w zależności od oczekiwanego poziomu bezpieczeństwa i czasu. Poza parametrami zdefiniowanymi powyżej, w przedstawionym algorytmie wykorzystuje się również następujące zmienne:
- A, B – Dwa słowa, tworzące blok tekstu jawnego, poddawanego szyfrowaniu

```
A
 
=
 
A
 
+
 
S
[
0
]

B
 
=
 
B
 
+
 
S
[
1
]

for
 
i
 
=
 
1
 
to
 
r
 
do
:

    
A
 
=
 
((
A
 
^
 
B
)
 
<<<
 
B
)
 
+
 
S
[
2
 
*
 
i
]

    
B
 
=
 
((
B
 
^
 
A
)
 
<<<
 
A
)
 
+
 
S
[
2
 
*
 
i
 
+
 
1
]

# Szyfrogram zawiera dwuwyrazowy blok, składający się kolejno ze słów: A oraz B.

return
 
A
,
 
B

```

Przykład w języku C:
```
void
 
RC5_ENCRYPT
(
WORD
 
*
pt
,
 
WORD
 
*
ct
)

{

   
WORD
 
i
,
 
A
 
=
 
pt
[
0
]
 
+
 
S
[
0
],
 
B
 
=
 
pt
[
1
]
 
+
 
S
[
1
];

   
for
(
i
 
=
 
1
;
 
i
 
<=
 
r
;
 
i
++
)

   
{

      
A
 
=
 
ROTL
(
A
 
^
 
B
,
 
B
)
 
+
 
S
[
2
*
i
];

      
B
 
=
 
ROTL
(
B
 
^
 
A
,
 
A
)
 
+
 
S
[
2
*
i
 
+
 
1
];

   
}

   
ct
[
0
]
 
=
 
A
;
 
ct
[
1
]
 
=
 
B
;

}

```

### Odszyfrowywanie
Odszyfrowywanie jest stosunkowo prostym odwróceniem procesu szyfrowania, co przedstawiono w poniższym pseudokodzie:
```
for
 
i
 
=
 
r
 
down
 
to
 
1
 
do
:

    
B
 
=
 
((
B
 
-
 
S
[
2
 
*
 
i
 
+
 
1
])
 
>>>
 
A
)
 
^
 
A

    
A
 
=
 
((
A
 
-
 
S
[
2
 
*
 
i
])
 
>>>
 
B
)
 
^
 
B

B
 
=
 
B
 
-
 
S
[
1
]

A
 
=
 
A
 
-
 
S
[
0
]

return
 
A
,
 
B

```

Przykład w języku C:
```
void
 
RC5_DECRYPT
(
WORD
 
*
ct
,
 
WORD
 
*
pt
)

{

   
WORD
 
i
,
 
B
=
ct
[
1
],
 
A
=
ct
[
0
];

   
for
(
i
 
=
 
r
;
 
i
 
>
 
0
;
 
i
--
)

   
{

      
B
 
=
 
ROTR
(
B
 
-
 
S
[
2
*
i
 
+
 
1
],
 
A
)
 
^
 
A
;

      
A
 
=
 
ROTR
(
A
 
-
 
S
[
2
*
i
],
 
B
)
 
^
 
B
;

   
}

   
pt
[
1
]
 
=
 
B
 
-
 
S
[
1
];
 
pt
[
0
]
 
=
 
A
 
-
 
S
[
0
];

}

```